# Ceruchus lignarius nodai
Ceruchus lignarius nodai es una subespecie de coleóptero de la familia Lucanidae que habita en Japón.